# ポー川 (フランス)
ポー川（ポーがわ、フランス語:Gave de Pau）は、フランス南西部を流れる河川。アドゥール川の支流。ガヴァルニー圏谷を水源としている。
オロロン川との合流地点からアドゥール川との合流地点までは、ガーヴ・レユニと呼ばれる。なお、フランス語の「ガーヴ（gave）」は「急流、激流」を意味する語で、特にピレネー山脈に発する流れの速い川に対して用いられる。

## 流域の主な都市
- オート＝ピレネー県:リューズ＝サン＝ソヴール、ルルド
- ピレネー＝アトランティック県:ナイ、ポー、オルテズ
- ランド県:ラバテュー